# 荻原千春
荻原千春（日语：／ Ogiwara Chiharu，1957年2月13日—2024年6月20日），日本男子拳击运动员。他曾代表日本参加1986年亚洲运动会拳击比赛，获得一枚银牌。他也曾参加1984年夏季奥林匹克运动会。